# Там, де живуть чудовиська
«Там, де живуть Чудовиська» (англ. Where the Wild Things Are)  — кінофільм режисера  Спайка Джонза, що вийшов на екрани в 2009 році. Фільм, в якому хлопчик тікає з дому після сварки з мамою й опиняється на острові в країні незвичайних істот, створений за мотивами однойменної дитячої книги Моріса Сендака.

## Сюжет
Дев'ятирічний Макс живе без батька, з матір'ю й старшою сестрою. Одного разу взимку він будує у дворі іглу зі снігу та кличе сестру, але та не йде грати з ним. За сестрою приїжджають друзі - тінейджери, з якими у Макса зав'язується гра в сніжки, в результаті чого його іглу ламають. У гніві Макс влаштовує розгром у кімнаті сестри, та прийшла матір і їй доводиться заспокоювати його.
Якось увечері Макс будує «фортецю» зі стільців і ковдр в своїй кімнаті і кличе туди маму. Однак у неї гість і вона просить Макса поводитися тихіше. Однак той поступово розходиться, свариться з матір'ю й кусає її, а потім тікає на вулицю. Опинившись в заростях, він виходить до ставка, де сідає в човен під вітрилом. На човні Макс пливе все далі і далі, опиняючись в океані, і нарешті припливає до острова. Там він зустрічає семеро «чудовиськ», волохатих і ікластих істот значно більших за розміром, ніж Макс.
Один з них, Керол, в гніві трощить все навколо через те, що його подруга KW пішла кудись до своїх нових друзів Боба та Террі. Макс приєднується до Керол, проте коли інші істоти підходять до нього й хочуть його з'їсти, він говорить їм, що він - король і що він володіє магічними силами, які дозволять налагодити життя в їхньому світі. Чудовиська роблять Макса своїм королем. Повертається KW і Макс пропонує всім влаштувати «тарарам», під час якого всі веселяться, валять дерева, стрибають, а в кінці засипають, утворивши «купу-малу».
Керол показує Максу околиці, а також зроблений ним макет того, яким би він хотів бачити життя чудовиськ. Макс пропонує побудувати велику фортецю для всіх, і чудовиська з ентузіазмом приймаються за роботу. KW відводить Макса на узбережжя та знайомить зі своїми друзями Бобом і Террі, це виявляються сови. Але коли KW з совами приходить до фортеці, Керол починає сердитися, тому що фортеця замислювалася тільки «для своїх». У групі знову починається розлад і Макс пропонує для розваги пограти у війну, розділившись на дві команди, «хороших» і «поганих». Макс з KW, Керол і його найкращим другом папугою Дугласом борються проти інших, кидаючись грудками землі. У грі ранять Олександра, найслабшого з усіх, а KW в черговий раз свариться з Керол. Обстановка знову загострюється, тим більше що чудовиська починають підозрювати, що Макс ніякий не король й не має чарівних сил, які допоможуть всім.
Керол, дізнавшись про те, що Макс не король, женеться за ним, погрожуючи його з'їсти. KW рятує Макса, тимчасово ковтаючи його. Макс розуміє, як важко всім доводиться через спалахи гніву Керола, та згадує свої відносини з матір'ю. Він вирішує повернутися додому, всі чудовиська проводжають його човен на березі.
Серед ночі Макс приходить додому, його зустрічає мама та дає йому поїсти. Макс радий знову бути вдома, та мама засинає поруч з ним на кухні, поки він їсть.

## У ролях

### Люди
- Макс Рекордс — Макс
- Кетрін Кінер — Конні, мати Макса
- Марк Руффало — Едріан, хлопець Конні
- Стів Музакіс — Містер Еліот, вчитель Макса

### Чудовиська
- Джеймс Гандольфіні — Керол
- Лорен Емброуз — KW
- Кріс Купер — Дуглас
- Форест Вітакер — Айра
- Кетрін О'Гара — Джудіт
- Пол Дано — Александр
- Майкл Беррі-мл. — Бернард

### Чудовиська (актори в костюмах)
- Вінсент Кроулі — Керол
- Еліс Паркінсон — KW
- Гарон Майкл — KW (другий склад)
- Сонні Герасімовіч — Олександр
- Нік Фарнелл — Джудіт
- Сем Лонглей — Айра
- Ангус Сампсон — Бик
- Марк МакКракен — Бик (другий склад)
- Джон Лірі — Дуглас

## Нагороди та номінації
- 2010 — 4 номінації на премію «Сатурн»: найкращий фентезі-фільм, сценарій (Спайк Джонз, Дейв Еггерс), актриса (Кетрін Кінер), роль у виконанні молодого актора (Макс Рекордс)
- 2010 - номінація на премію «Золотий глобус» за найкращу оригінальну музику (Карен О, Картер Беруелл)